# حبيل الطي (ردفان)

تعديل مصدري - تعديل

حبيل الطي هي إحدى قرى عزلة الحبيلين بمديرية ردفان التابعة لمحافظة لحج، بلغ تعداد سكانها 75 نسمة حسب تعداد اليمن لعام 2004.